# Jean Peyrière
Marie Henri Georges Jean Vaysse dit Jean Peyrière né le 2 octobre 1885 à Vesoul et mort le 7 septembre 1965 à Paris 14e, est un acteur français.

## Biographie
Jean Peyrière est né au n°3 rue de la Gare (actuelle avenue du Commandant Girardot) à Vesoul.

## Filmographie
- 1913 : Denise d'Henri Pouctal
- 1913 : Les Trois Mousquetaires d'André Calmettes
- 1916 : Midinettes de René Hervil et Louis Mercanton
- 1918 : Serpentin janissaire de René Plaissetty
- 1919 : Le destin est maître de Jean Kemm
- 1919 : Au travail d'Henri Pouctal
- 1920 : Fille du peuple de Camille de Morlhon
- 1920 : Le Lys du Mont Saint-Michel d'Henry Houry et J. Sheffer
- 1923 : Mandrin d'Henri Fescourt
- 1923 : Rocambole / Les Premières Armes de Rocambole de Charles Maudru
- 1923 : Le Roi de Paris de Charles Maudru
- 1924 : Les Amours de Rocambole de Charles Maudru
- 1924 : Surcouf de Luitz-Morat
- 1924 : Le Vert galant de René Leprince
- 1925 : Fanfan-la-Tulipe de René Leprince
- 1926 : Le Juif errant de Luitz-Morat
- 1926 : Titi Ier, roi des gosses de René Leprince
- 1927 : Poker d'as d'Henri Desfontaines
- 1928 : Princesse Masha de René Leprince
- 1929 : La Tentation de René Leprince et René Barberis
- 1937 : Monsieur Breloque a disparu de Robert Péguy